# Tixall Gatehouse

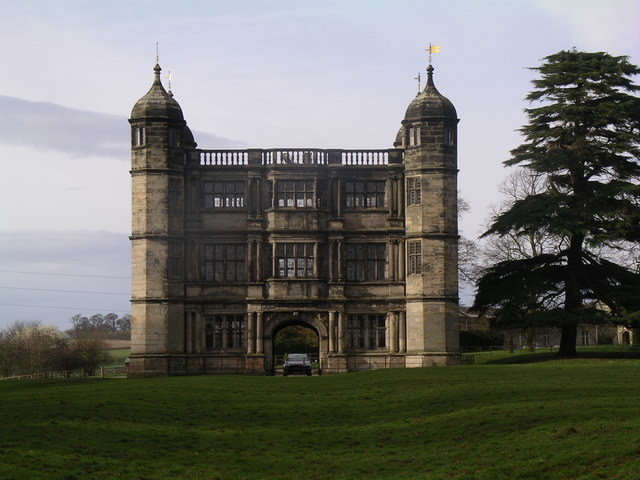
Tixall Gatehouse: Das mittelalterliche Herrenhaus wurde abgerissen, aber das Torhaus blieb erhalten.

Tixall Gatehouse ist der Überrest eines ehemaligen Herrenhauses im Dorf Tixall bei Stafford in der englischen Grafschaft Staffordshire. Das Herrenhaus namens Tixall Hall aus dem 16. Jahrhundert, das 1586 zwei Wochen lang als Gefängnis für Maria Stuart diente, wurde 1927 abgerissen. Das bis heute erhaltene Torhaus hat English Heritage als historisches Bauwerk I. Grades gelistet.

## Geschichte
Die Grundherrschaft Tixall hatte viele Jahre lang bis 1507 die Familie Littleton in Besitz. Dann heiratete die Littleton-Erbin Sir John Aston. Das mittelalterliche Herrenhaus ließ Sir Edward Aston, der High Sheriff of Staffordshire, um 1555 durch ein neues ersetzten. Um 1580 wurde das Torhaus angebaut. Es handelt sich dabei um ein dreistöckiges, rechteckiges Gebäude, dessen mit einer Balustrade versehene Fassade mit drei Reihen von Doppelsäulen verziert ist. Es gibt vier achteckige Ecktürmchen, die mit Kuppeln gedeckt und mit Wetterfahnen geschmückt sind.

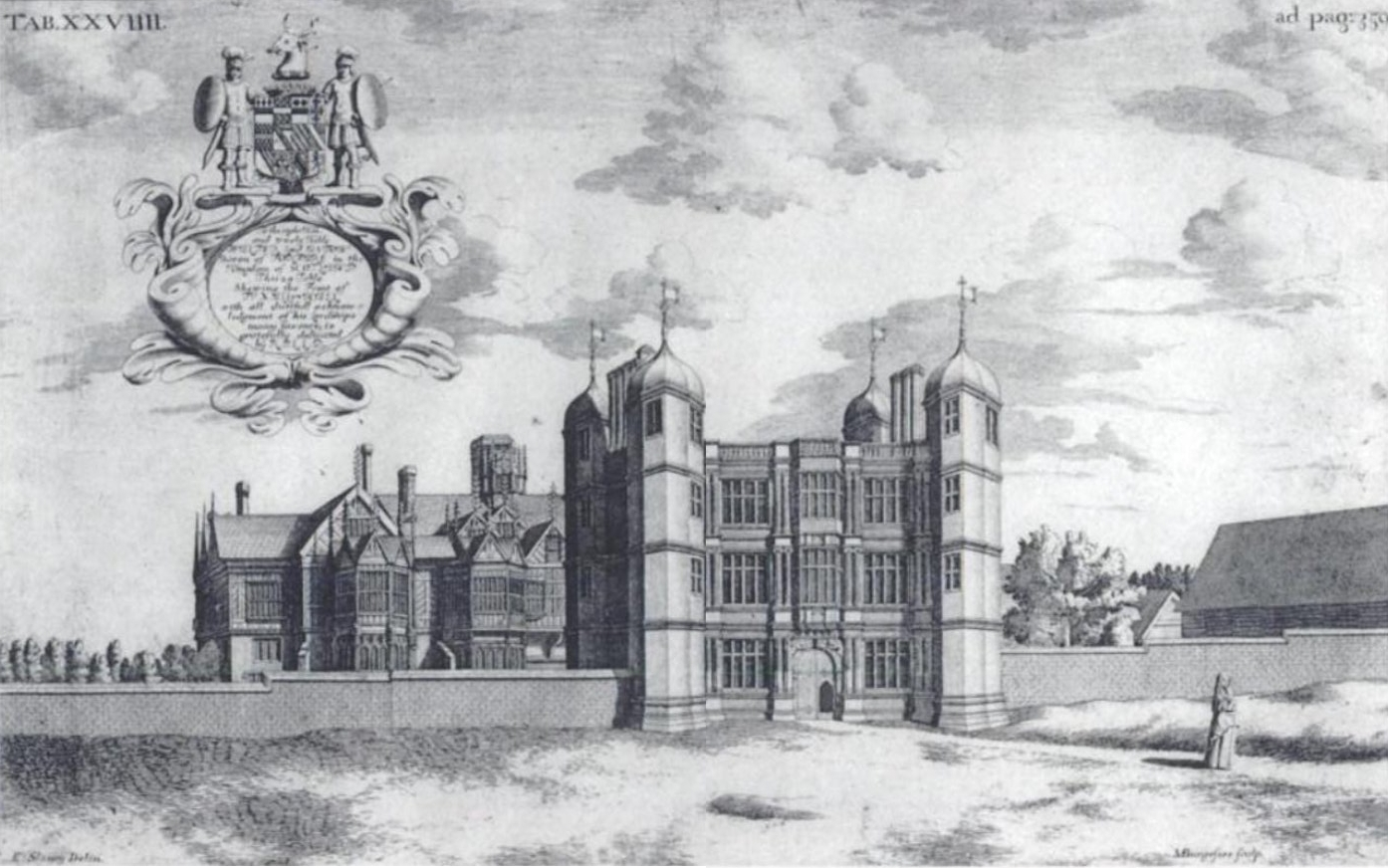
Tixall Hall mit Torhaus (um 1686) von R. Plot. Tixall Hall war der Familiensitz der Lords Aston of Forfar. Laut Stephen Dugdale war dies einer der vermuteten Treffpunkte der vermuteten Verschwörer der fiktionalen Papisten-Verschwörung (um 1680).

Die Astons wurden später zu Baronets erhoben und später zu Lords Aston of Forfar. Walter Aston, 2. Lord Aston of Forfar, wurde zu einem katholischen Rebellen. Nach seinem Tod sagte man, er hätte Jesuiten in Tixall Hall empfangen und im August und September 1677 dort Treffen abgehalten, an denen auch William Howard, 1. Viscount Stafford, und Astons Steward ‘’Stephen Dugdale’’ teilgenommen hätte. Dort hätte man sich zur Ermordung König Karls II. verschworen. Mitten in den Gerüchten über die Papisten-Verschwörung, beschrieb ein zeitgenössischer Zeuge, William Skelton, wie er Dugdale und den Viscount Stafford allein im gemeinsamen Gespräch im Kleinen Salon angetroffen hätte, sowie den Großen Salon (ein Speisezimmer in der Nähe von Lord Astons Schlafkammer) in Tixall Hall im September 1678. Ein Brief von Viscount Stafford, in dem über eine Verschwörung berichtet wurde, fand sich in Lord Astons Arbeitszimmer.
Nach dem Tod des 6. Lord Aston fiel das Anwesen an dessen Schwester, die Thomas Clifford heiratete. Clifford ließ um 1780 das alte Haus durch ein neues ersetzen, aber das Torhaus aus der Tudorzeit erhalten. Viele Familien in der Gegend stammen von dem Astons ab, z. B. die Familie Levett aus Lichfield (und später aus Wychnor Park).
Um 1835 verkauften die Cliffords das Anwesen in Tixall an Earl Talbot von der nahegelegenen Ingestre Hall. Das Herrenhaus wurde 1927 abgerissen, sodass nur das Torhaus übrigblieb, und das Anwesen wurde 1960 aufgeteilt und in kleinen Parzellen verkauft. 1968 kaufte der Landmark Trust das Torhaus, das jetzt nach einer Restaurierung als Ferienwohnung vermietet wird.

### Maria Stuart in Tixall Hall
Maria Stuart wurde 1586 für zwei Wochen in Tixall Hall eingesperrt. Ihr Gefangenenwärter Amias Paulet hatte im September 1585 geprüft, inwieweit sich das Herrenhaus als permanenten Sitz für die schottische Königin eignete. Paulet hielt das Haus für geeignet, wandte aber ein, dass schade sei, Walter Aston und seinen Haushalt von 100 Personen zum Auszug zu zwingen, da seine hohe Stellung und seine Religion für die Region gut seien. Aston wandte ein, dass der Umzug seine Landwirtschaft beeinträchtigen würde und er seine 60 Rinder und Pflugochsen verkaufen müsste.
Am 11. August 1586 entschied die englische Verwaltung, auf die Babington-Verschwörung zu reagieren. Maria Stuart war mit Bastian Pagez, ihrer Ärztin Dominique Bourgoing und anderen auf einem Ausritt von Chartley Castle aus und wurden von bewaffneten Soldaten überrascht, die sie in die Tixall Hall brachten, um Marias Zimmer in Chartley Castle zu durchsuchen und ihre Papiere an sich zu nehmen.
Francis Walsingham schickte am 25. September 1586 von Windsor Castle einen Befehl an Paulet, sie in Tixall Hall festzuhalten, da Königin Elisabeth I. sie auf Fotheringhay Castle schicken wollte. Paulet aber hatte Maria auf Chartley Castle zurückgebracht, bevor der neue Befehl eintraf. Als Maria mit Paulet und Walter Aston Tixall Hall verließ, weinte sie und sagte zu einigen armen Leuten am Tor des Herrenhauses: „Ich habe nichts für euch, ich bin ein Bettler wie ihr, man hat mir alles weggenommen.“